# The Vanishing Westerner
The Vanishing Westerner è un film del 1950 diretto da Philip Ford.
È un western statunitense con Monte Hale, Paul Hurst e Aline Towne.

## Produzione
Il film, diretto da Philip Ford su una sceneggiatura di Robert Creighton Williams, fu prodotto da Melville Tucker, come produttore associato, per la Republic Pictures e girato nell'Iverson Ranch a Chatsworth e nel Red Rock Canyon State Park a Cantil, California, nel gennaio 1950.

## Distribuzione
Il film fu distribuito negli Stati Uniti dal 31 marzo 1950 al cinema dalla Republic Pictures.
Altre distribuzioni:
- nelle Filippine il 6 maggio 1952
- in Brasile (Aviso Denunciador)
- nel Regno Unito nel 1950 dalla British Lion Film Corporation
- in Australia nel 1950 dalla British Empire Films Australia
- in Belgio nel 1950 dalla Minerva Film
- a Cuba nel 1950 dalla Tropical Films de Cuba
- in Finlandia nel 1950 dalla Yksityistcatterien Filmvoukraamo
- negli Stati Uniti in DVD nel 2005 dalla Comet Video

## Promozione
Le tagline sono:
- SMASHING WESTERN ADVENTURE!
- ACTION! SUSPENSE!...PLUS THE CHILLS OF A REAL MYSTERY THRILLER!
- Here's A New Kind Of Thriller! Packed With Savage Action, giallo And Chills